# Vexillum (Pusia) dermestinum
Vexillum dermestinum is een slakkensoort uit de familie van de Costellariidae. De wetenschappelijke naam van de soort werd in 1811 voor het eerst geldig gepubliceerd door Jean-Baptiste de Lamarck.